# ジョージ・ヴェイジー

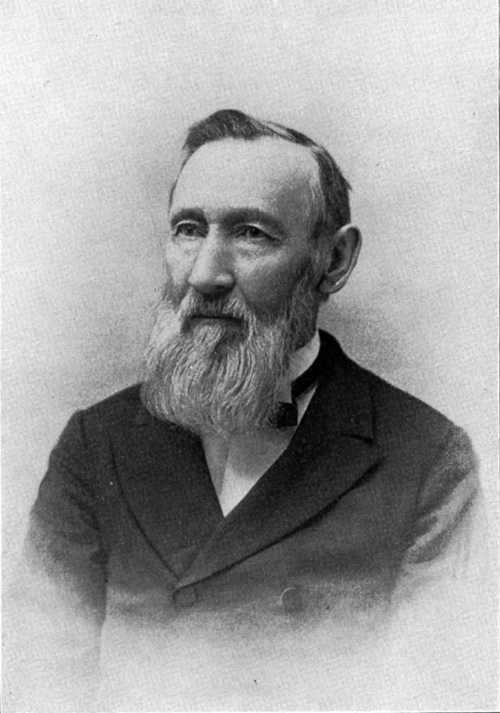
ジョージ・ヴェイジー

ジョージ・ヴェイジー（George S. Vasey, 1822年2月28日 - 1893年3月4日）は、イギリス生まれのアメリカ合衆国の植物学者である。アメリカ農務省などで働き、アメリカ自然史博物館の国立標本館（United States National Herbarium）の学芸員も務めた。

## 略歴
イングランド、ノース・ヨークシャーのスカーブラ近くの、Snaintonに生まれた。家族は、ヴェイジーが1歳の時に、アメリカ合衆国に移民し、ニューヨークのオリスカニーに住んだ。ヴェイジーは12歳で学校をやめ、店員として働いた。
働きながら植物学に興味を持ち、植物学の書物を手書きで写し、植物学を学んだ。博物学者のニースカン（Peter D. Knieskern）と知り合い、さらに多くの植物学者を紹介され、手紙のやりとりをするようになった。地元の多くの植物を集めたが、論文を発表するようになるのは1870年代になってからである。
1846年にバークシャー医学校（Berkshire Medical Institute）を卒業した後、結婚し、イリノイ州のリンウッド（Ringwood）に住んだ。1854年に雑貨店（dry good store）を開いて家族と母親を養った。1858年に、イリノイ自然史協会（Illinois Natural History Society）の創立会員となり、その後、数年間、学会の会誌や、イリノイ州で創刊された週刊新聞、"Prairie Farmer"に記事を書いた。1864年に子供の一人を失い、妻も衰弱したので、リッチビューに転居したが1866年に妻を失った。
しばらく執筆をやめ、その後寡婦と再婚するが生活は苦しかった。1868年にイリノイ自然史協会の会員で探検家のジョン・ウェズリー・パウエルに誘われ、ロッキー山脈やグリーン川とコロラド川周辺の学術探検に参加した。"Entomologist and Botanist" の編集を行った後、イリノイ州立大学自然史博物館の学芸員となった。その後、学芸員を止め、チャールズ・クリストファー・パリーの後をついで、アメリカ農務省の主任植物学者となり、標本館の充実や、フィラデルフィア万国博覧会での森林資源展示など貢献した。
スミソニアン協会が運営する国立標本館の標本、特に草本類を充実させたことで知られ、1889年に名誉学芸員に任じられた。エイサ・グレーとジョン・トーリーの著作『北アメリカの植物相』の草本類の領域に貢献した。
1864年にイリノイウェズリアン大学から名誉学位を受け、1869年にアメリカ科学振興協会のフェロー、1892年にアメリカ芸術科学アカデミーの会員となった。ジェノヴァの1892年国際植物会議に出席し、副議長を務めた。
息子のGeorge Richard Vaseyも父親の後をついで、アメリカ農務省で働き、植物の収集を行った。
イネ科の植物の属名 Vaseya（Muhlenbergia のシノニム）、Vaseyochloa や ウリ科の植物の属名、Vaseyanthus、ツツジ科の種名 Rhododendron vaseyi がヴェイジーもしくはその息子に献名されている。

## 著作
- A Descriptive Catalogue of the Native Forest Trees of the United States (Washington, 1876)
- The Grasses of the United States, a Synopsis of the Tribes, with Descriptions of the Genera (1883)
- Agricultural Grasses of the United States (1884)
- A Descriptive Catalogue of the Grasses of the United States (1885)
- Report of an Investigation of the Grasses of the Arid Districts (2 parts, 1886–87)
- Grasses of the South (1887)
- Grasses of the Southwest (1890–91)
- Grasses of the Pacific Slope (1892–93)